# Claudi Carbonell
Claudi Carbonell Flo (Barcelona, 10 de marzo de 1891 - 24 de junio de 1970) fue un fotógrafo español.
Su padre era profesor de Bellas Artes en la Escuela de la Lonja, sin embargo Claudi estudió ingeniería industrial en Alemania, trabajando durante un tiempo en ese país. Como aficionado a la fotografía la aprendió de modo autodidacta.
Fue socio promotor de la Agrupación Fotográfica de Cataluña junto a Josep Desmestres, Salvador Lluch y Joaquim Pla Janini.
Sus temas fotográficos fueron sobre todo naturalezas muertas y paisajes que representaba con estilo pictorialista ya que estaba especializado en la técnica del bromóleo, hasta el punto de poseer un taller de producción de papel para el mismo con su socio Federico Fernández. Algunas de sus fotografías se publicaron el El progreso fotográfico que era una publicación que defendía un enfoque pictorialista.
Parte de su obra se encuentra en el Museo Nacional de Arte de Cataluña.